# Temps de récurrence
Le temps de récurrence définit la durée qui peut s'écouler statistiquement entre deux séismes importants, dans une région donnée. Cette durée est déterminée par l'étude paléosismologique de la région et des failles sismogènes. L'initiation d'un séisme n'étant pas déterministe, un écart important peut exister entre le temps de récurrence, et l'apparition d'un nouveau séisme (d'où les difficultés dans la prédiction des séismes). Classiquement, les temps de récurrence pour des séismes forts (magnitude supérieure à 7) sont de 50 à 2000 ans.